# Linia kolejowa nr 977
Linia kolejowa nr 977 – częściowo jednotorowa, zelektryfikowana linia kolejowa łącząca stację Opole Czarnowąsy z bocznicą szlakową Elektrownia Opole.
Linia umożliwia obsługę Elektrowni Opole bezkolizyjnie przez pociągi towarowe, jadące z kierunku Kędzierzyna-Koźlego.